# Messier 38
A Messier 38 (más néven M38, vagy NGC 1912) egy nyílthalmaz a Szekeres csillagképben.

## Felfedezése
Az M38 nyílthalmazt Giovanni Battista Hodierna fedezte fel 1654-et megelőzően. Charles Messier francia csillagász 1764. szeptember 25-én katalogizálta.

## Tudományos adatok
Az M38 egyike a három fényes nyílthalmaznak, melyek a Szekeres csillagkép déli részén találhatóak, és szerepelnek Messier katalógusában. A másik kettő az M36 és az M37. A halmaz korát 220 millió évesre becsülik. Legfényesebb csillaga egy G0 színképtípusú, 7,9-es magnitúdójú sárga óriás.

## Megfigyelési lehetőség
Az M36-tól 2,5 fokra északnyugatra található meg.